# Grabbeltisch
Grabbeltisch oder auch Wühltisch ist eine umgangssprachliche Bezeichnung für einen Verkaufstisch in einem Kaufhaus für Sonderangebote, meist in Form von Textilien oder andere preisgünstige Ware in ungeordneter Menge.
Die aus dem Schlussverkauf bekannte Präsentationsform appelliert dabei zum einen an das „Schnäppchenfieber“ der Käufer, zum anderen soll der Kunde durch Herumstöbern und die Möglichkeit der sensorischen Prüfung der Ware (Anfassen, Ausprobieren) zum Spontankauf animiert werden.
Wühltische befinden sich ebenso in Form von in Greifhöhe aufgestellten, flachen Verkaufskörben im Selbstbedienungs-Einzelhandel und dienen meist der unsortierten Präsentation von Waren, bei denen es sich üblicherweise um preisgünstige Sonderangebote, Restposten, Ladenhüter oder mängelbehaftete Artikel (z. B. mit Herstellungsfehlern oder ohne Originalverpackung usw.) handelt. Dementsprechend wird die (tatsächliche oder angebliche) Herkunft eines Gegenstandes vom Wühltisch scherzhaft als Bezeichnung für geringe Qualität verwendet.